# Координаційна сфера

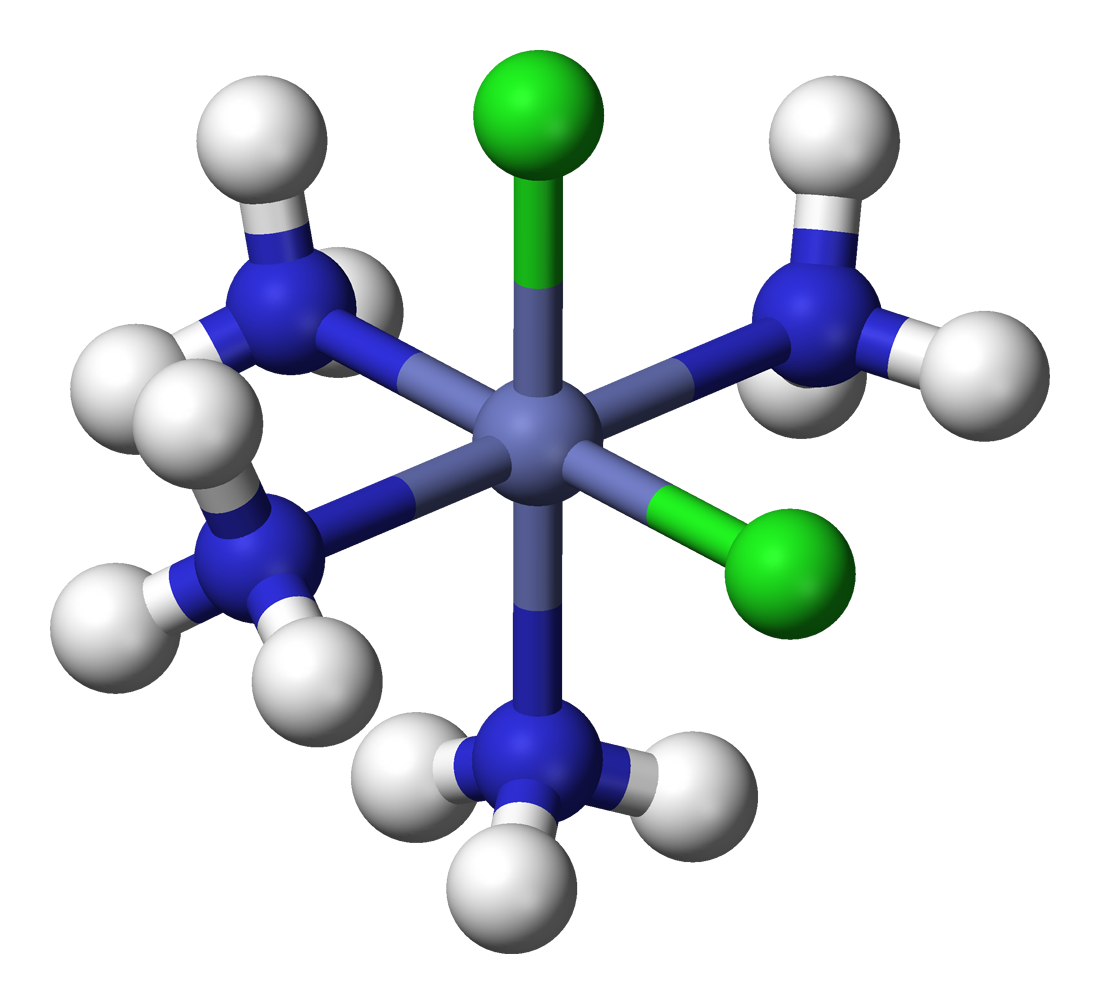
цис-[CoCl_{2}(NH_{3})_{4}]^{+}. Помічені синім і зеленим кольором атоми утворюють координаційну сферу навколо іона кобальту.

Координаційна сфера — простір, де розташовані центральний йон (атом) комплексу та ліганди, які його оточують.
В координаційній хімії до координаційної сфери належать атоми або йони, навколо яких присутній масив молекул, аніонів або лігандів..
Молекули, які приєднуються нековалентно з лігандами, називають другою координаційною сферою.

## Перша (внутрішня) координаційна сфера
Центральний атом (йон) у сукупності з лігандами, що координовані безпосередньо навколо центрального атома.

## Друга (зовнішня) координаційна сфера
До другої координаційної сфери відносять молекули, які приєднуються нековалентно з лігандами, які займають першу координаційну сферу. Ці молекули, як правило, є розчинниками. Взаємодії між першою і другою координаційними сферами зазвичай включають між собою водневі зв'язки. Для позитивно заряджених комплексів, іонний з'язок має важливе значення.
Краун-етери з'єднуються з поліамінними комплексами через їх другі координаційні сфери.